# 랑야구
랑야구(한국어: 낭야구, 중국어: 琅琊区, 병음: Lángyá Qū)는 중화인민공화국 안후이성 추저우 시의 현급 행정구역이다. 넓이는 126km2이고, 인구는 2007년 기준으로 260,000명이다.

## 행정 구역
7개 가도를 관할한다.
- 가도변사소: 东门街道, 西门街道, 南门街道, 北门街道, 琅琊街道, 扬子街道, 清流街道.